# Tào Ly công
Tào Li công hay Tào Hi công (chữ Hán: 曹釐公 hay 曹僖公; trị vì: 670 TCN-662 TCN), tên thật là Cơ Di (姬夷), là vị vua thứ 14 của nước Tào – chư hầu nhà Chu trong lịch sử Trung Quốc.
Cơ Di là con của Tào Trang công – vua thứ 13 nước Tào. Năm 671 TCN, Tào Trang công mất, Cơ Di lên nối ngôi, tức là Tào Li công.
Sử sách không ghi chép sự kiện xảy ra liên quan tới nước Tào trong thời gian ông làm vua.
Năm 662 TCN, Tào Li công qua đời. Ông ở ngôi được 9 năm. Con ông là Cơ Ban lên nối ngôi, tức là Tào Chiêu công.